# Ceto (hija de Ponto)

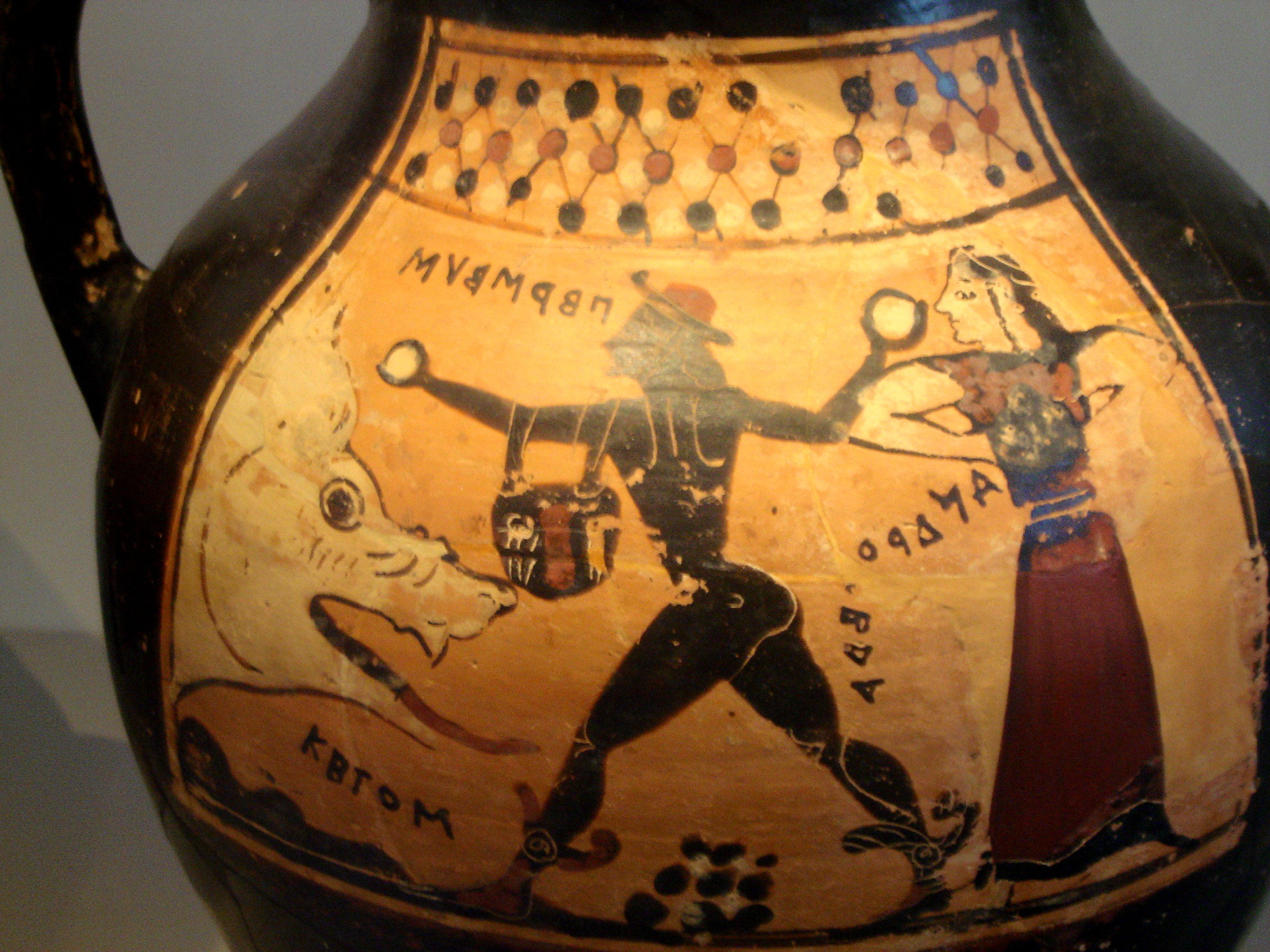
Antiguo jarrón corintio con las figuras de Perseo, Andrómeda y ceto de Etiopía (Κητος Αιθιοπιος), el monstruo marino mandado por Poseidón a destruir el reino de Etiopía. Tenga en cuenta el uso de la letra Epsilon en lugar de Eta en ΚΕΤΟΣ, utilizando en su lugar San en vez de Sigma en ΠΕΡΣΕΥΣ y ΚΕΤΟΣ y la escritura de izquierda a derecha de ΠΕΡΣΕΥΣ y ΑΝΔΡΟΜΕΔΑ.

En la mitología griega, Ceto (en griego antiguo: Κητώ, Kētṓ; «pez grande», de ahí «cetáceo»), era una hija de Gea, la Tierra, y de Ponto, el Mar. Sus hermanos eran por lo tanto Forcis, Nereo, Taumante y Euribia. Su papel en la mitología es la de madre de una progenie de monstruos acuáticos y serpentiformes, en su unión con su hermano, Forcis, con el que tuvo muchas hijas, conocidas colectivamente como las Fórcides (aunque de todas sus hijas las Grayas suelen ser descritas directamente como las Fórcides). En la Teogonía, Hesíodo la nombra como de «hermosas mejillas», y dice que las hijas de Ceto y Forcis fueron, a saber: las dos Grayas (Penfredo y Enío), «canosas desde su nacimiento», las tres Gorgonas (Euríale y Esteno, Medusa no puesto que era la única mortal de las tres gorgonas) y la enorme serpiente que custodiaba los frutos dorados del jardín de las Hespérides. Equidna es también citada como su hija o descendiente, pues el poema no cita claramente la filiación de esta. Siguiendo la tradición hesiódica, Apolodoro nos dice que «de Forco y Ceto (nacieron) las Fórcides y las Górgonas». Un escolio sobre Apolonio de Rodas cita a Forcis y Ceto como los padres de las Hespérides, pero esta opinión solo es mantenida por este autor.

## Variaciones genealógicas
Otras versiones varían en la genealogía. Así Higino nos cuenta que un tal Gorgón fue padre de las Gorgonas, nombre que sería entonces considerado como un patronímico y no teónimo. Estesícoro se refiere a Escila como hija de Forcis y Lamia (que puede traducirse como "el tiburón" y refiriéndose probablemente a Ceto y no a la mitológica reina de Libia). El dragón de las Hespérides, que poetas posteriores nombran como Ladón, es a veces imaginado como hijo de Tifón y Equidna. En los poemas homéricos Ceto no aparece descrita. En la Odisea Forcis fue padre de Toosa, a su vez madre de Polifemo por obra de Poseidón, pero la madre de Escila era Crataide.

## Etimología

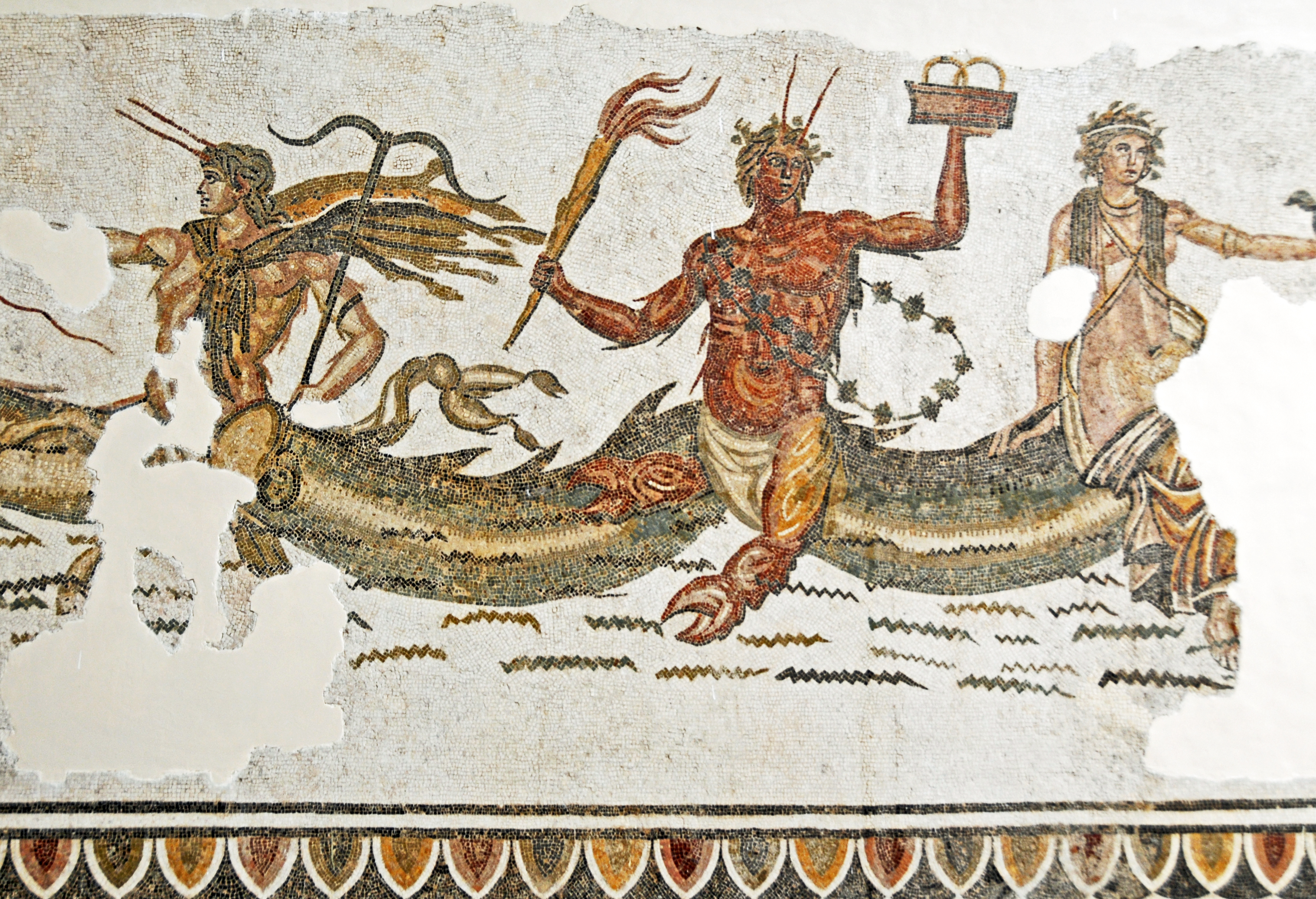
Ceto (mitología)

La palabra κητώ «ceto» terminó siendo una palabra para referirse a cualquier «monstruo marino», y sigue usándose así. Jope, ciudad de los fenicios, que existió, según se dice, antes del diluvio de la tierra. Está situada en la ladera de una colina, y frente a ella se encuentra una roca, sobre la que señalan los vestigios de las cadenas con las que estaba atada Andrómeda. Aquí se venera a la fabulosa diosa Ceto («monstruo marino»). Ceto estaba asociada con los peligros del mar y los monstruos marinos, como ballenas o tiburones. En el arte griego era representada como un pez con forma de serpiente. En el denominado ciclo de Perseo, el héroe mitológico derrota a Ceto antes de que devore a Andrómeda, hecho muy representado en obras de pintores como Tiziano, Rubens o Delacroix. La naturaleza de Ceto es similar a la de otras diosas con las que está asociada, como Caribdis, Cratéis, Escila, Lamia, Equidna y Hécate; diosas engendradoras de monstruos y de naturaleza informe y bestial.

## Crateide
A Ceto se la identifica como madre de Escila en los textos homéricos. Los textos homéricos refieren a Escila como hija de una tal Crataide o Crateide (Κραταιίς), que puede denotar «la poderosa» o «de las rocas». Apolodoro, que escribió muchos siglos después de Homero, cuenta que «estaba Escila, hija de Crateide y Trieno o Forco, que tenía rostro y pecho de mujer; de sus costados salían seis cabezas de doce patas de perro»; así identifica a Escila como una de las Fórcides. También existe un río llamado Crataide en el territorio de los brutti, cerca del estrecho de Mesina.

## Monstruos marinos
Las fuentes también nos hablan de los cetos o cetáceos, monstruos marinos que son difíciles de diferenciar con la hija de Ponto, aunque nunca se las identifica explícitamente. En el arte griego la diosa era representada con forma antropomórfica, pero es muy común confundirla con los monstruos que atacaron Troya y Etiopía y con la constelación de Cetus, la cual deriva de "Κητος Τροιας", el monstruo enviado por Poseidón a destruir Troya. Este ceto aparece en dos episodios: el encadenamiento de Andrómeda (en el que Perseo es el héroe que se enfrenta a ella) y el de Hesíone (cuyo rival fue en este caso Heracles). El ceto de Etiopía dio nombre a la constelación Cetus, la Ballena. 